# Marienkirche (Schönkirchen)

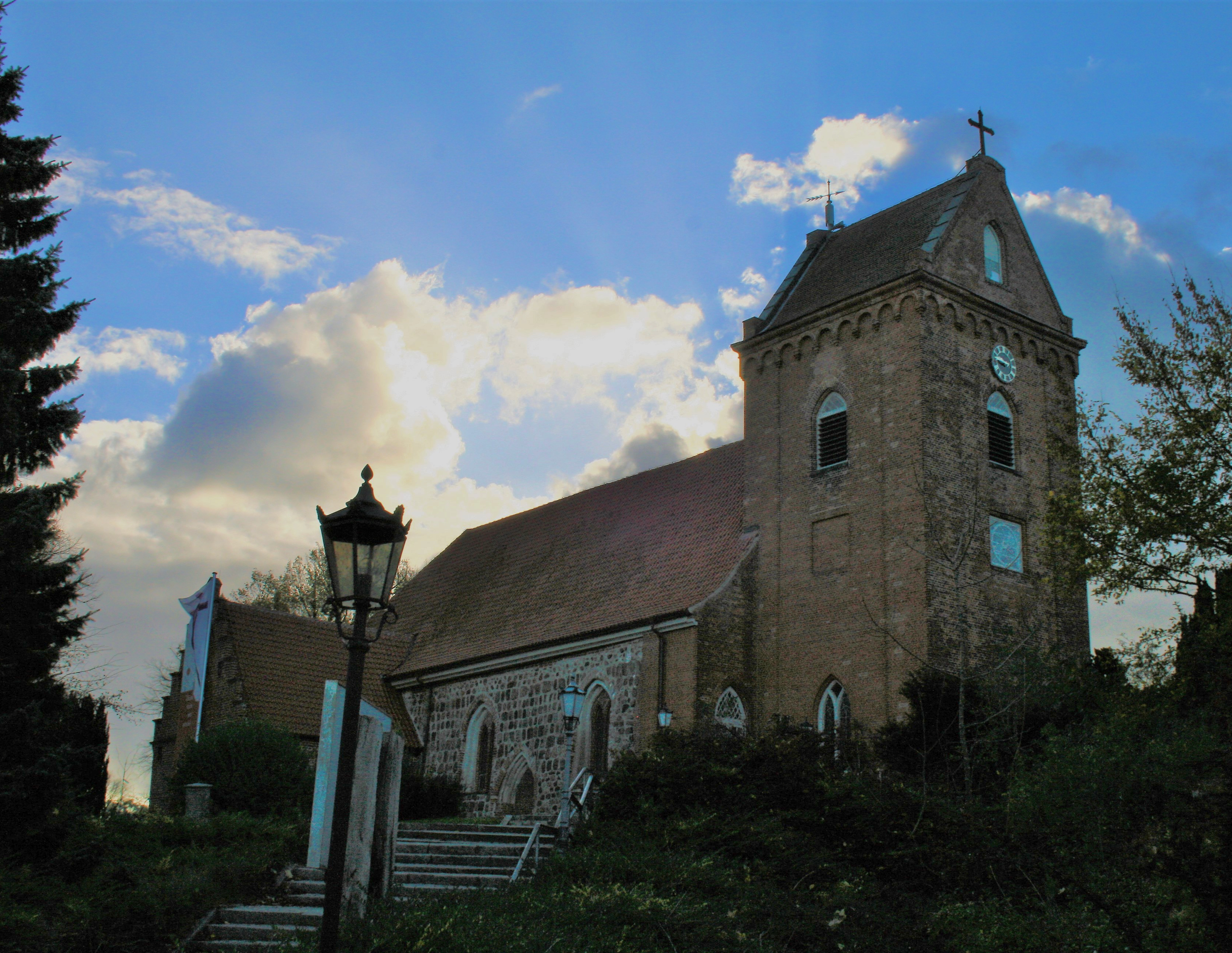
Die Marienkirche steht weithin sichtbar auf einem Hügel (2013)

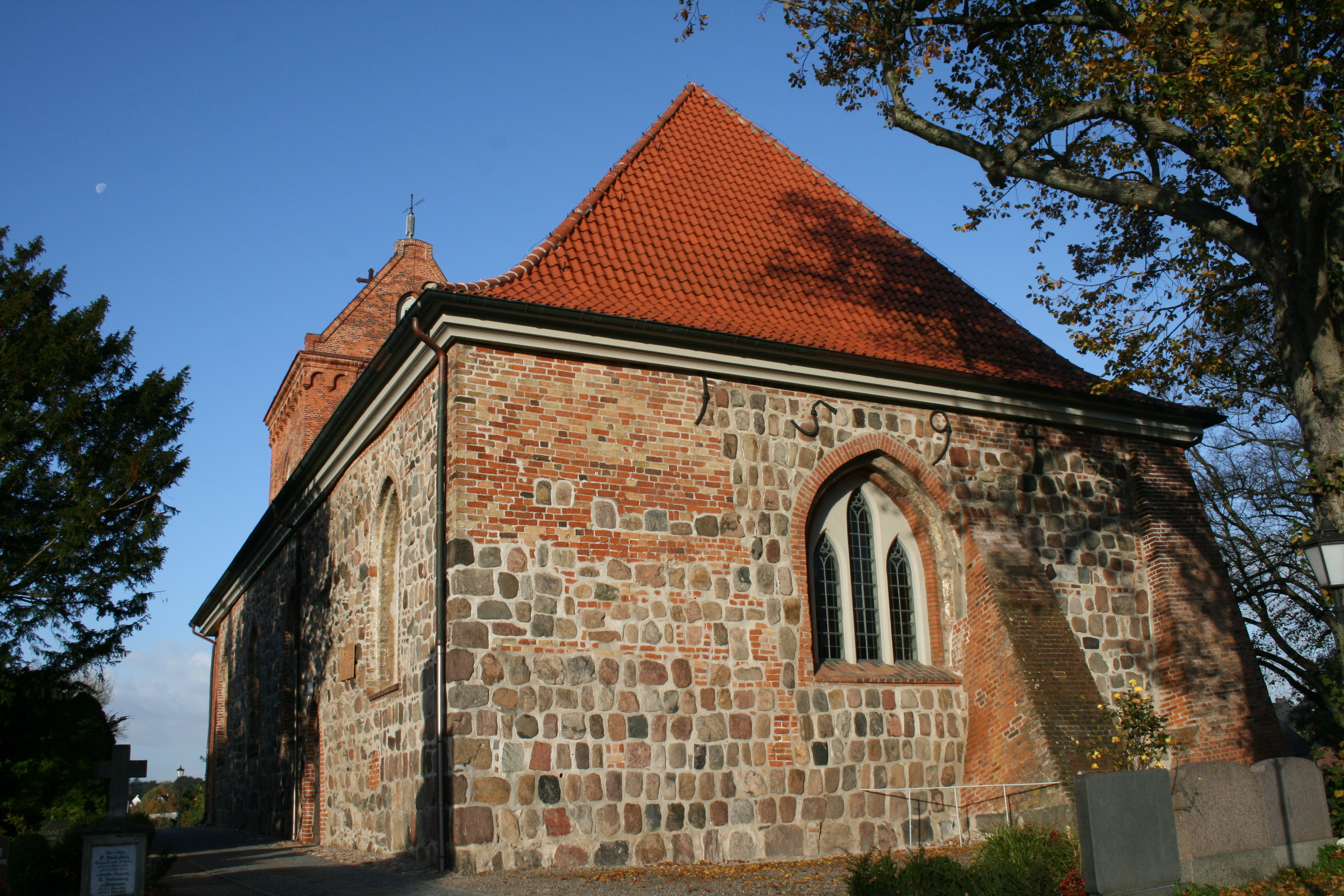
An der Ostwand lässt sich die wechselvolle Baugeschichte ablesen

Die Marienkirche in Schönkirchen ist eine frühgotische Saalkirche aus behauenem Feldstein. Im Inneren birgt sie einen Altar des Bildschnitzers Hans Gudewerdt des Jüngeren. Sie gehört zur Kirchengemeinde Schönkirchen im Kirchenkreis Altholstein in der Evangelisch-Lutherischen Kirche in Norddeutschland.

## Geschichte
Erstmals erwähnt wurde Schönkirchen als Sconekerke in einer Urkunde von 1294, dem Codex Cismariensis, dem Kirchenverzeichnis des Klosters Cismar. Der Ort stand damals unter dem Patronat des Landesherrn Johann II. von Holstein-Kiel. Die Kirche befand sich zu dieser Zeit vermutlich noch im Bau, denn noch 1286 heißt es in einer Urkunde, dass die Einwohner der Kirchspieldörfer Schrevenborn, Mönkeberg und Heikendorf zum Gottesdienst zur Nikolaikirche nach Kiel wandern mussten. Der Ortsname spricht dafür, dass die Siedlung nicht älter ist als die Kirche. Vermutlich wurde der Ort mitsamt der Kirche vom Landesherrn angelegt, wobei die Kirche möglicherweise als Ersatz für eine in der ersten Hälfte des 13. Jahrhunderts erwähnte, aber später nicht mehr vorhandenen Kirche in Ellerbek für die Bewohner der Ostküste der Kieler Förde gedacht war. Ausdrücklich genannt wird die Kirche in der Urkunde vom 7. Februar 1316, mit der Johann II. abgesetzt wurde und sein Land an seinen Großneffen Johann III. von Holstein-Plön abtreten musste. 1356 verkaufte Johann III. Schönkirchen an das Heiligengeistkloster zu Kiel, dem es bis zur Reformation gehörte. Der Kieler Magistrat verwaltete die Güter der Kirche angeblich nicht zu deren Bestem. Nach der Reformation ging das Kirchenpatronat auf die Besitzer der Güter Schrevenborn, Dobersdorf und Oppendorf über, die damit das Recht erhielten, die Pastoren zu wählen, und die Pflicht, zum Unterhalt der Kirche, des Pastors und des Organisten beizutragen. Mit Auflösung der Gutsbezirke 1929 endete das Kirchenpatronat der Gutsherren.
Die Marienkirche dient(e) als Pfarrkirche für die Dörfer Schönkirchen, Dietrichsdorf, Neumühlen, Mönkeberg, Schönhorst, Flüggendorf, Oppendorf, Tökendorf, Dobersdorf und Heikendorf. 1915 wurde Neumühlen-Dietrichsdorf ausgepfarrt, die Gemeinde hat seit 1959 die Paul-Gerhardt-Kirche. Auch Heikendorf mit Möltenort und Schrevenborn wurde 1924 eine eigenständige Gemeinde.

## Baugeschichte und Architektur
Die Ende des 13. Jahrhunderts erbaute Feldsteinkirche ist eine rechteckige Saalkirche mit flacher Balkendecke ähnlich wie die etwas ältere St.-Claren-Kirche in Blekendorf. Betreten wurde sie ursprünglich durch zwei Portale an der Nord- und Südwand. Ein Rest eines gotischen Fensters mit spätgotischer Malerei an der Innenblende hat sich an der Nordseite erhalten, wo das Fenster 1619 durch den Gruftanbau verdeckt wurde.
Ende des 16. Jahrhunderts fand eine größere Renovierung statt, an die die Maueranker am Ostgiebel mit der Jahreszahl 1594 erinnern. Dabei wurden die maroden Feldsteinmauern mit Backsteinen neu aufgemauert, gleichzeitig wurde der südliche Seiteneingang zugemauert. Für diese Baumaßnahmen wurde der mittelalterliche Dachstuhl abgenommen und anschließend wieder aufgebaut und das Dach neu eingedeckt. Schon 1614 waren jedoch wieder Reparaturen notwendig. Dabei wurde die ganze Kirche zum Schutz vor Regen und Feuchtigkeit weiß verputzt. Die Ostwand wurde mit Stützpfeilern stabilisiert, die 1819 neu aufgemauert wurden. Dazwischen befand sich ein Anbau.
1751 wurde die gotische Kirche nach Plänen des Architekten Johann Gottfried Rosenberg zu einem barocken Predigtsaal umgestaltet. Rosenberg, der als Baumeister im Dienst des Herzogs Friedrich Karl von Schleswig-Holstein-Sonderburg-Plön stand, leitete zur selben Zeit auch den Bau des barocken Herrenhauses von Schrevenborn. Türen, Fenster, Fußboden, Bretterdecke und Dachstuhl wurden erneuert und eine Stuckdecke eingezogen. Das hölzerne Gesims am oberen Rand der Außenwände dieses Umbaus stürzte jedoch 1955 zu einem großen Teil ab und wurde deshalb 1956 weitgehend ersetzt.
Im Zusammenhang mit dem Neubau des Turms 1838 wurde der Turmraum mit dem Kirchenschiff verbunden, um dort weitere Sitzplätze für die wachsende Gemeinde zu schaffen. 1860 veranlassten die Kirchenpatrone eine neugotische Umgestaltung der Kirche. Den Umbau leitete Joseph Eduard Mose. Das gotische Maßwerk fiel der Vergrößerung der Fenster zum Opfer. Die Nordtür wurde zugemauert und stattdessen für die Gemeinde ein neuer Eingang durch den Turm geschaffen. Auf der Südseite wurde ein Eingang in den Altarraum mit einem hölzernen Windfang angelegt. Die Patronatslogen und das Gestühl wurden erneuert.
Im Zweiten Weltkrieg wurde die Kirche während des Bombenangriffs auf Kiel in der Nacht vom 23. zum 24. Juli 1944 sowie durch Bomben im April 1945 schwer beschädigt. Nach dem Krieg wurden die verbliebenen Dachpfannen beschlagnahmt und zur Reparatur von Häusern verwendet. Das Gebäude konnte jahrelang nicht mehr für Gottesdienste genutzt werden und litt unter der Witterung. Im Zuge der Wiederherstellung der Dacheindeckung wurde die teilweise zerstörte Stuckdecke aus dem 18. Jahrhundert ganz abgetragen. Die wieder freigelegte Balkendecke bemalte der Kunstmaler Carl Fey-Talmühle mit mehrfarbigen Mustern. Am 7. August 1949 fand die Wiedereinweihung der Kirche noch ohne Orgel und den ausgelagerten Gudewerdt-Altar statt. In den folgenden Jahren wurde der Innenraum umgestaltet: Die neugotischen Einbauten von 1860 einschließlich der Südtür wurden fast ganz entfernt. Auch eine 1791 eingezogene Empore an der Nordwand mit direktem Eingang über eine Treppe und durch ein umfunktioniertes Fenster von außen wurde 1956 abgetragen und stattdessen eine neue Orgelempore eingezogen. Bei der Entfernung des Wandputzes kamen Reste gotischer Wandmalerei zum Vorschein, die jedoch nur in der freigelegten Fensterlaibung des durch den Gruftanbau zugemauerten gotischen Fensters erhalten werden konnte.

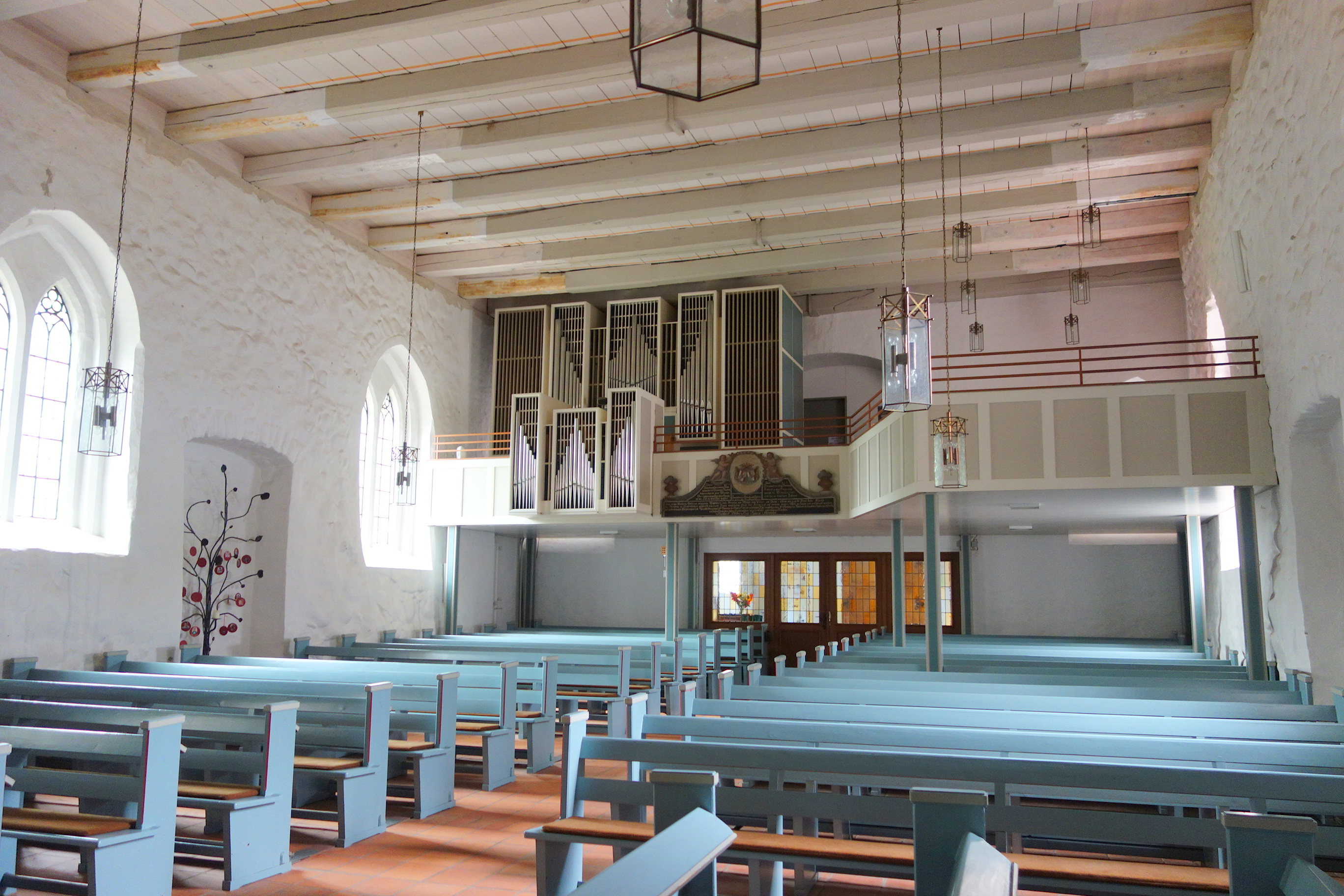
Westempore mit der Kleuker-Orgel von 1968 (2016)

Für die 1968 angeschaffte neue Orgel wurde die Westempore umgebaut und gleichzeitig die Balkendecke weiß angestrichen. Bei der Renovierung 2010 bis 2016 wurden unter anderem der Turm und das Dach saniert.

### Turm
Gleichzeitig mit dem Kirchenbau oder nicht viel später erhielt die Kirche einen quadratischen Feldsteinturm an der Westseite. Der eingezogene Turm ist nicht ganz mittig an die Kirche angebaut und hatte bis 1838 keine Verbindung zum Kirchenschiff. Die ursprüngliche Turmspitze erlitt 1679 einen Blitzeinschlag. Der im Jahr 1699 gefasste Entschluss, anstelle einer Spitze zwei niedrigere Stufengiebel mit einem einfachen Satteldach dazwischen zu errichten, wurde 1704 umgesetzt. In der zweiten Hälfte des 18. Jahrhunderts waren immer wieder Reparaturen am Turm nötig, doch 1834 war der Turm so baufällig, dass der Küster, der die Orgel auf der Westempore spielte, um sein Leben fürchtete. 1838 wurde der Turm fast ganz abgerissen und in leicht veränderter Form wiederaufgebaut. Dieser neugotische Turm ist im Wappen des Ortes als Wahrzeichen dargestellt.

### Gruftanbau
1619 erfolgte der Anbau der Blomeschen Gruft mit Stufengiebel und Kreuzrippengewölbe im Inneren an der Nordseite. Die Maueranker am Nordgiebel zeigen die Jahreszahl 1619 und die Initialen der Erbauer: HB für Hinrich Blome († 1620) von Oppendorf und Schönhorst und AB für seine Frau Abel Blome. Für den Zugang zur Gruft wurde eine Tür in die Seitenwand der Kirche gebrochen. Die Särge des Ehepaares befinden sich noch in der Gruft; das neben der Tür zur Gruft aufgehängte Alabaster-Epitaph wurde jedoch 1862 entfernt. Als letzter wurde 1849 Oberstleutnant von Oertzen beigesetzt. 1927 trat der Besitzer die Gruft an die Kirche ab.
Um Platz für eine Leichenhalle zu schaffen, wurde 1937 die Gruft umgestaltet. Durch den Einzug einer Betondecke wurde ein Keller für die alten Särge geschaffen. Einige zerfallene Särge, für die im Gruftkeller kein Platz mehr war, wurden auf dem Friedhof beigesetzt. Während des Krieges und der nachfolgenden Renovierung der Kirche  war die Gruft zwischen 1944 und 1950 Schutz- und Aufbewahrungsraum für den Gudewerdt-Altar. 1995 wurde die Leichenhalle umgestaltet und erhielt einen barrierefreien Zugang.

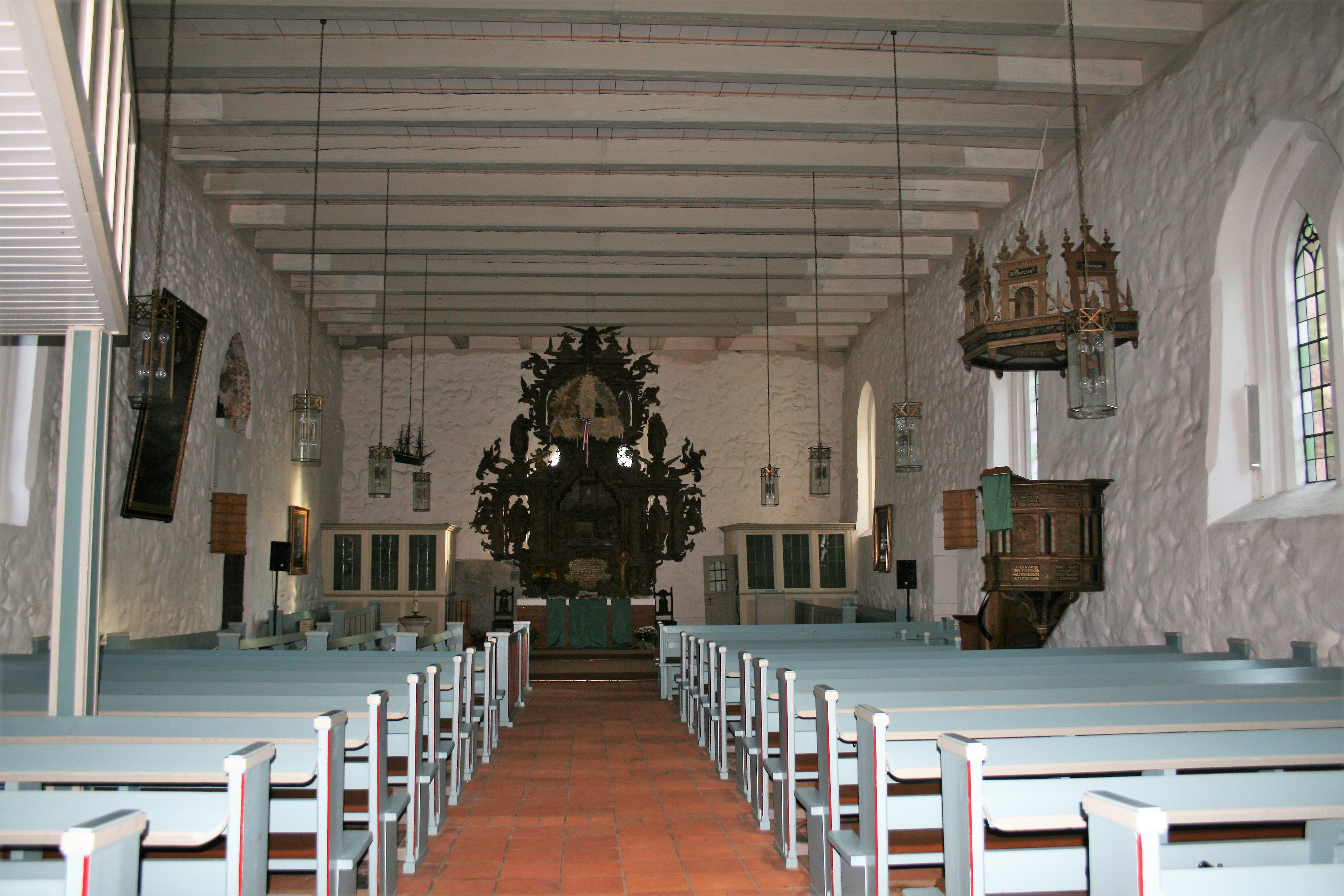
Blick zum Altar (2013)

## Innenraum und Ausstattung
Die Marienkirche ist ein rechteckiger Saalbau ohne Chor und Apsis. Die flache Balkendecke ist einfarbig weiß gestrichen. Rechts und links vom Altar an der Ostwand befinden sich hölzerne Einbauten, rechts ein geräumiges Predigergestühl von 1790, das auch als Ort für Seelsorgegespräche vor dem Abendmahl diente, und links die 1956 parallel dazu eingebaute Sakristei. Die ursprünglich auf dem 1790 von Catharina von Rantzau auf Obbendorf gestifteten „Prediger- und Beichtstuhl“ angebrachte Tafel mit Widmungsinschrift wurde 1976 an der Orgelempore über der Eingangstür aufgehängt. Auf der Südseite der unregelmäßig geformten Empore steht die Orgel.

### Taufe
Zur ursprünglichen Ausstattung gehörte ein frühgotischer Taufstein aus gotländischem Kalkstein. Nach einem 1836 gezeichneten Grundriss der Kirche war er im Mittelgang im Kirchenschiff in der Achse der Portale aufgestellt. 1861 wurde der Taufstein aus der Kirche entfernt und im Gutspark von Gut Schrevenborn aufgestellt, wo er sich immer noch befindet. Die Taufschale stellte der ortsansässige Kunstschlosser Erich Hoffmann kurz nach dem Zweiten Weltkrieg in seiner behelfsmäßigen Feinblechwerkstatt aus dem Messing einer Kartusche vom Rüstungsbetrieb eines Fremdarbeiterlagers im Ort her.

### Kanzel
Die Kanzel im Renaissancestil stiftete die 1591 verstorbene Anna von Rantzau. Sie war Witwe von Sivert Svin von Höltenklinten († 1542) und Moritz von Rantzau von Marutendorf. Die vier Brüstungsseiten zeigen in qualitätvoller Schnitzarbeit Jesu Geburt, seine Kreuzigung und Auferstehung sowie das Jüngste Gericht. Über den Bildern steht jeweils ein deutender Bibelvers in Niederdeutsch, darunter verweist eine Inschrift auf die Stiftung und die Fertigstellung der Kanzel 1604. Auf dem sechsseitigen Schalldeckel stehen in architektonischen Aufbauten Christus, Petrus, Paulus, Mose und Johannes der Täufer.
Die ursprüngliche Farbgestaltung der Kanzel ist nicht bekannt. Bei der Instandsetzung 1948 wurde festgestellt, dass sie 1829 zusammen mit dem Gestühl hellblau gestrichen worden war.

Altar

### Altar
Die aus Backsteinen aufgemauerte Mensa des Altars stammt vermutlich aus der Erbauungszeit. Das geschnitzte Altarretabel ist ein Werk des Eckernförder Bildhauers Hans Gudewerdt des Jüngeren. Es ist aus Eichenholz geschnitzt und gilt als Hauptwerk des Knorpelbarocks. 1653 wurde das Retabel als Geschenk von „Diderich Blom“ vom Gut Dobersdorf und seiner zweiten Ehefrau „F Anna Blomen“, geb. von Pogwisch, und zum Gedächtnis an seine 1620 verstorbene erste Frau „F Elisabet Blomen DGG“ (= Der Gott gnädig [sei]), geb. von Rumohr, in der Kirche aufgestellt. Die Namen der Stifter finden sich in Schriftbändern neben ihren Wappen über dem Hauptbild. Diedrich von Blome (1587–1663) und seine beiden Frauen sind in der Gruft der Kirche beigesetzt. Gudewerdt soll fünf Jahre an dem Altaraufsatz gearbeitet haben. Er versah sein Werk auf der Vorderseite mit der Jahreszahl der Fertigstellung und signierte es auf der Rückseite.
Der Altaraufsatz ist etwa 6,25 m hoch und reicht damit beinahe an die Decke, die Breite beträgt fast fünf Meter und die Tiefe einen Meter. Das Bildprogramm stellt die lutherischen Lehre dar: Die Gläubigen werden eingeladen, am Erlösungswerk Jesu Christi im Abendmahl in beiderlei Gestalt teilzuhaben. Das Hauptbild des dreistöckigen Aufbaus ist eine perspektivisch tiefe, detailreiche Darstellung vom letzten Abendmahl Jesu: Jesus und seine Jünger sitzen in einem zeitgenössischen holzgetäfelten Raum um den mit dem Passalamm, Brot und Wein gedeckten Tisch herum. Personen und Gegenstände sind vollplastisch dargestellt. Zwei mit Wein umrankte Säulen rahmen das Mittelbild. In der Predella darunter sind in einer Kartusche passend dazu die Einsetzungsworte zu lesen, darunter verweist eine weitere Kartusche auf die vier Bibelstellen Mt 26,26–28 , Mk 14,22–26 , Lk 22,19–20  und 1 Kor 11,23–26 , in denen sich diese Worte im Neuen Testament finden. Über dem Hauptbild befindet sich eine Kreuzigungsgruppe als Relief. Umgeben ist der Mittelteil mit vollplastischen Figuren: Die vier Evangelisten umrahmen die Abendmahlsdarstellung. Links vom Kreuz steht Mose mit den Gesetzestafeln als Symbol des Alten Bundes, rechts weist Johannes der Täufer mit dem Lamm Gottes auf Christus hin. Paarweise angeordnete Engelfiguren mit auf Schriftbändern beigegebenen Quellenangaben aus der Bibel stellen die Erfüllung der alttestamentlichen Verheißungen in Christus dar. Einen ähnlichen Altaraufsatz, jedoch mit einer Kreuzigungsgruppe im Hauptbild, besitzt die St.-Nikolai-Kirche in Eckernförde.

Abendmahlsszene, Detail vom Hauptaltar

Die ursprüngliche Fassung des Altars ist nicht bekannt. Vermutlich beließ Gudewerdt ihn wie andere Werke holzsichtig. Einem Bericht von 1861 ist aber zu entnehmen, dass er zwischenzeitlich farbig bemalt war, möglicherweise ähnlich wie der Gudewerdt-Altar der St.-Nikolai-Kirche in Kappeln, bei dem sich die Bemalung in Ölfarben aus dem 18. Jahrhundert erhalten hat. Bei der Renovierung 1953 wurden vier alte Farbschichten abgetragen. Während beim Großteil des Altars das Holz sichtbar blieb und nur Buchstaben und Zahlen vergoldet wurden, bemalte Lothar Malskat die beiden Putten zwischen den Namenszügen der Stifter über den Säulen in zarten Pastelltönen.

## Orgel
Die früher über dem Beichtstuhl und jetzt an der Orgelempore angebrachte Stiftungstafel berichtet, dass Catharina von Rantzau 1790 der Kirche außer dem Beichtstuhl auch die erste Orgel schenkte. Diese Orgel wurde 1861 durch ein neues Instrument aus der Werkstatt von Carl Friedrich Christian Trese ersetzt, dessen Spieltisch sich an der Seite befand. Nach dem Bombenangriff 1944 war die Orgel der Witterung jahrelang schutzlos ausgeliefert. Erst 1952 erfolgte eine Renovierung. Als 1963 wieder eine große Reparatur notwendig wurde, schaffte die Gemeinde eine elektronische Hammondorgel an. Erst nach längerem Streit entschied man sich für den Neubau einer Pfeifenorgel mit 24 Registern, der 1968 von Detlef Kleuker ausgeführt wurde. Gleichzeitig wurde die Orgelempore umgebaut. Während der Bauzeit formierte sich Widerstand eines „Kreises junger antiautoritärer Christen“, die es angesichts der Hungersnot in Biafra für unverhältnismäßig ansah, für eine Orgel Geld auszugeben.
Die Disposition lautet:
| I Hauptwerk |       |
| Prinzipal   | 8′    |
| Rohrflöte   | 8′    |
| Blockflöte  | 4′    |
| Octave      | 4′    |
| Quinte      | 2 ⁄3′ |
| Waldflöte   | 2′    |
| Mixtur      | 6f.   |
| Trompete    | 8′    |

| II Rückpositiv C–f3 |       |
| Holzgedackt         | 8′    |
| Prinzipal           | 4′    |
| Koppelflöte         | 4′    |
| Prinzipal           | 2′    |
| Sesquialtera        | 2f.   |
| Sifflöte            | 1 ⁄3′ |
| Scharff             | 3–4f. |
| Krummhorn           | 8′    |
| Tremolo             |       |

| Pedal       |     |
| Subbass     | 16′ |
| Prinzipal   | 8′  |
| Gedackt     | 8′  |
| Choralflöte | 4′  |
| Hintersatz  | 5f. |
| Fagott      | 16′ |
| Trompete    | 4′  |

- Koppeln: II/I, I/P, II/P

## Glocken
Im Turm der Kirche hängen zwei Glocken. Zwei Glocken von 1747 von Lorenz und Dietrich Strahlborn  wurden von Johann David Kriesche 1783 bzw. 1790 umgegossen. 1913 waren beide nicht mehr vorhanden, also vermutlich erneut umgegossen worden. Eine Glocke fiel im Ersten Weltkrieg der Metallspende des deutschen Volkes zum Opfer und konnte erst 1958 ersetzt werden. Zudem gibt es eine kleine Glocke von 1648 mit künstlerisch aufwändiger Gestaltung. Sie hing vor dem Umbau des Daches 1751 vermutlich in einem Dachreiter am Giebel der Ostwand  und wurde während des Vaterunsers geläutet. In der Balkendecke hinter dem Altar befindet sich ein Loch, durch das das Glockenseil in die Kirche hineingeführt wurde. Nach 1751 hing sie im Dachboden, wurde aber nicht mehr genutzt. In einem nicht bekannten Zeitraum vor 1917, dem Jahr, aus dem das älteste Foto der Glocke stammt, wurden mit einem meißelartigen Werkzeug sechs Durchbrüche in die Flanke getrieben. Später hing sie bis 1958 im Turm für den Viertelstundenschlag, den die Turmuhr auslöste.

## Gemeinde
Zur Gemeinde gehören Dobersdorf, Flüggendorf, Tökendorf, Schönhorst, und Anschütz-Oppendorf, das zum Teil in Kiel liegt, sowie Mönkeberg. Neben der Marienkirche gehört der Gemeinde die Gemeindehauskirche Mönkeberg. In beiden Kirchen finden wöchentlich Gottesdienste statt. Die Gemeinde hat vier Pastoren.

## Pastoren
Die Namen der Schönkirchner Pastoren sind erst ab dem Ende des 16. Jahrhunderts durchgehend bekannt. Im 17. Jahrhundert wurde die Pfarrstelle über mehrere Generationen an den Schwiegersohn oder zweiten Ehemann der Witwe weitergegeben.

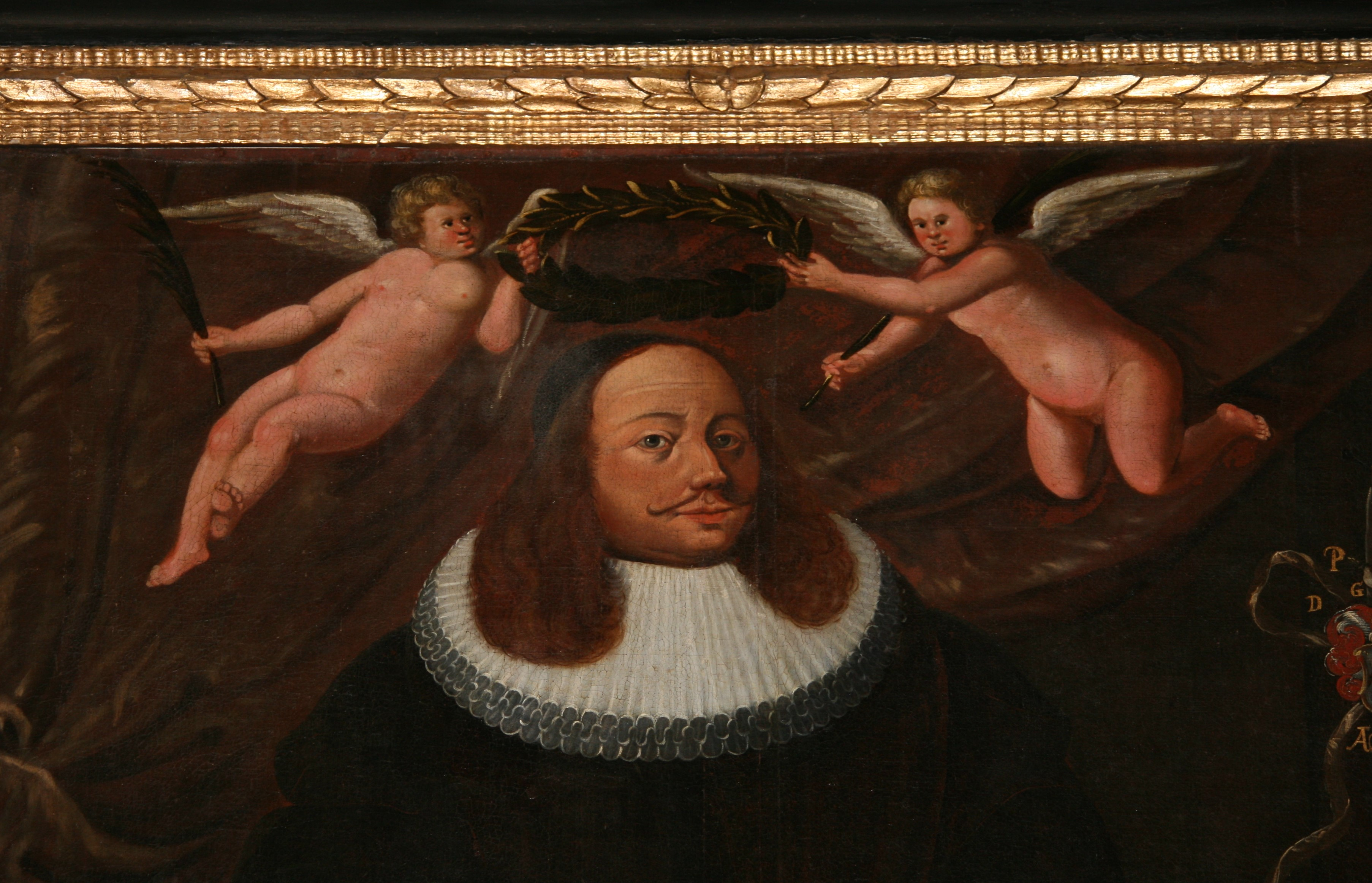
Petrus Sperling (Ausschnitt aus dem Gemälde in der Kirche)

Pastoren vom 16. bis 19. Jahrhundert:
- Johann Friccius ist um 1559 erwähnt.
- Hinrich Berwe war bis zu seinem Tod 1598 Pastor in Schönkirchen.
- Nach Berwes Tod wählten die adligen Gutsherren Jürgen Kunstmann, doch Herzogswitwe Christine von Hessen setzte Georg Fabricius ein. Beide taten parallel Dienst in Schönkirchen, bis sie 1600 beide gehen mussten. Keiner von beiden bekam eine neue Pfarrstelle.[21]
- Ezechiel Stricker aus Holstein, vermutlich ein Neffe von Johannes Stricker, immatrikulierte sich zu Michaelis 1575 an der Universität Rostock.[22] Um 1579 ist er als Rechen- und Schreibmeister (Elementarlehrer) in Kiel erwähnt und hatte anschließend eine Pfarrstelle in Lübeck, woher er 1600 nach Schönkirchen kam. Er starb etwa 1619.[23]
- Sein Sohn Johann Stricker gab seine Pfarrstelle in Leezen auf, um den Vater im Alter zu unterstützen, und wurde sein Nachfolger, starb aber schon 1621.
- Johann von Köller war von 1622 bis 1640 in Schönkirchen.
- Sein Schwiegersohn Caspar Blank folgte ihm 1641. Er starb 1665.
- Petrus (auch: Peter) Sperling (1636–1677) hatte in Jena, Wittenberg und ab 1658 in Rostock studiert.[24] 1666 wurde er ordiniert und Pastor in Schönkirchen. Auch er hatte die Tochter seines Vorgängers geheiratet. Sein nach seinem Tod 1678 gemaltes lebensgroßes Porträt in der Kirche zeigt ihn mit einem Buch in der Hand. Zwei Engel mit Schreibfedern in der Hand halten die Dichterkrone über sein Haupt. Auf einem Tisch neben ihm liegen weitere Bücher und eine Zitrone.[25] Neben seinem Kopf befindet sich sein Wappen. Die lateinische Inschrift teilt mit, dass er aus Kiel stammte, nach dem Tod seiner ersten Frau nach nur kurzer Ehe erneut geheiratet hatte und aus jeder Ehe ein Kind hinterließ.
- Heinrich Jönsen hatte sein Studium in Jena 1674 mit dem Magister abgeschlossen und war anschließend als Dozent an der Universität in Kiel und Hofmeister bei Claus von Ahlefeldt tätig. Um 1679 heiratete er die Witwe von Petrus Sperling und erhielt 1680 als dessen Nachfolger die Pfarrstelle in Schönkirchen, von der er 1696 zur Klosterkirche Preetz wechselte, wo er 1712 starb.
- Joachim Giese war Sohn des gleichnamigen Pastors der Kieler Nikolaikirche und Neffe von Augustus Giese. Er wurde 1696 Pastor in Schönkirchen und blieb es bis zu seinem Tod 1729. Er war unverheiratet.
- Jacob Gerhard Kindt (1695–1751) aus Tating hatte von 1729 bis zu seinem Tod 1751 die Pfarrstelle inne.

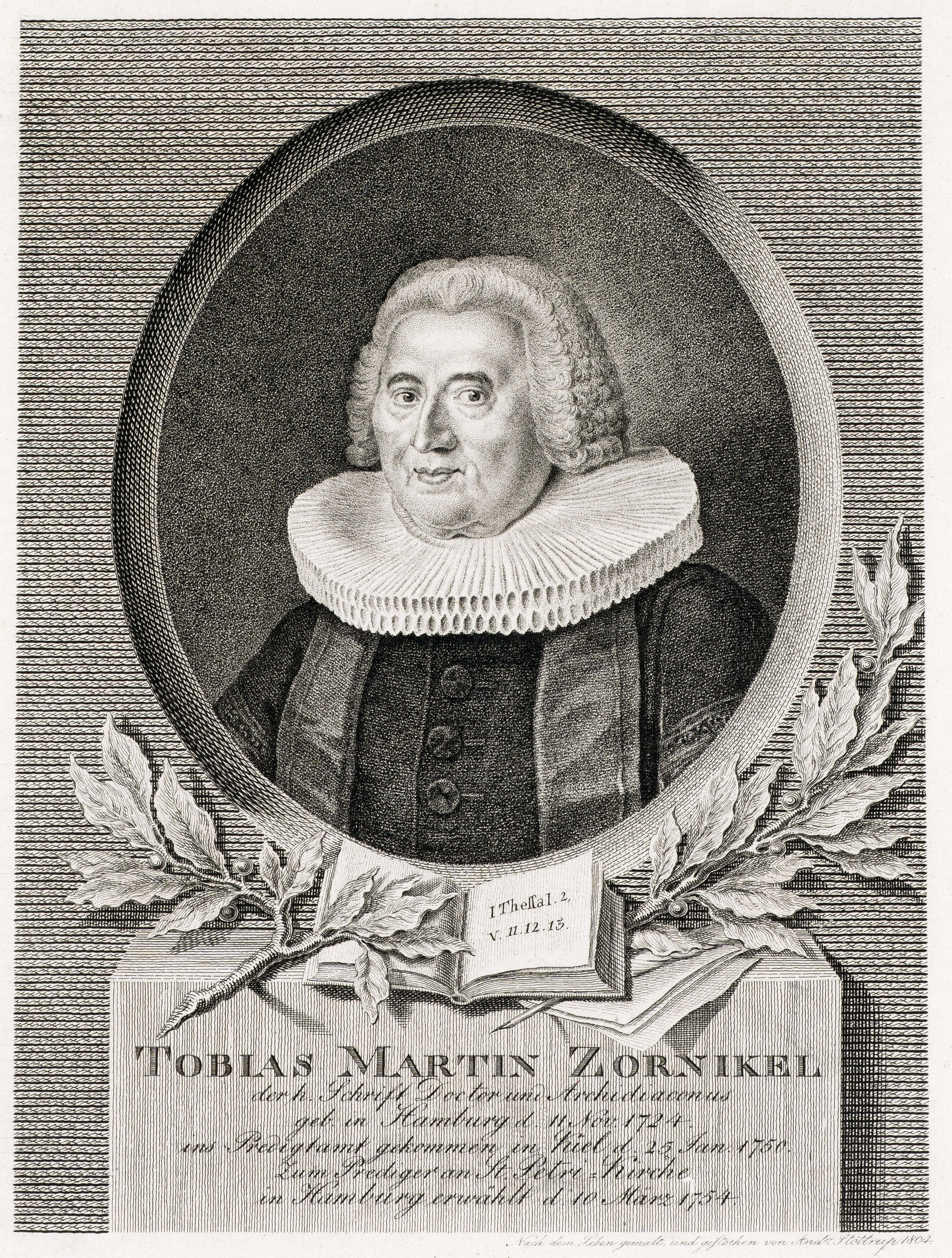
Tobias Martin Zornikel (Kupferstich von 1804)

- Tobias Martin Zornickel (1724–1810) stammte aus Hamburg und war zunächst Hofkaplan in Kiel gewesen. Er kehrte nach einer kurzen Dienstzeit in Schönkirchen von 1752 bis 1754 nach Hamburg zurück. Seine erste Ehefrau war eine Tochter des Kieler Professors Sebastian Kortholt. Zu seinem 50-jährigen Jubiläum als Prediger an der Hamburger Petrikirche 1804 wurde er von dem „Direktor Tischbein“ gemalt[26] und erhielt die Ehrendoktorwürde der Universität Kiel verliehen.[27]
- Johann Elieser Neudorf aus Hamburg erhielt mit etwa 30 Jahren seine erste Pfarrstelle 1754 in Schönkirchen, starb aber bereits 1760.
- Johann Nicolai Jönszen (1722–1772) war Feldprediger gewesen, bevor er von 1762 bis 1772 in Schönkirchen amtierte.
- Bernhard Detlev Bay (1744–1800) war ab 1766 Diakon in Schönberg und von 1772 bis 1800 Pastor in Schönkirchen. Sein Name steht auf der Widmungsinschrift für den Predigerstuhl.
- Christian August Müller (1766–1842), Sohn des gleichnamigen Pastors der Gleschendorfer Kirche und der Dorothea Christine (1744–1766), einer Schwester von Matthias Claudius, war von 1801 bis 1842 Pastor in Schönkirchen.
- Christian Carl Friedrich Johann Mertz (1807–1876) unterstützte seinen alten Vorgänger ab 1841 und wurde 1843 dessen Nachfolger. Während seiner Amtszeit fand 1860–1863 eine große Renovierung statt. Zur Finanzierung der neuen Fenster, einer neuen Orgel und neuen Gestühls sowie der Reparatur einer gesprungenen Glocke ließ er den mittelalterlichen Taufstein und anderes Kirchengut verkaufen. Auch außerhalb der Kirche engagierte Mertz sich, so regte er die Gründung einer örtlichen Sparkasse an. Er starb 1876.[28]
- Ernst Jacob Mühlenhardt (1845–1918) war nach dem Studium von 1869 bis 1873 Hauslehrer der Kinder von Herzog Friedrich VIII. von Schleswig-Holstein-Sonderburg-Augustenburg auf Schloss Pimkenau gewesen und damit auch Erzieher der späteren Kaiserin Auguste Viktoria. Anschließend hatte er eine Stelle als Archidiakon (zweiter Prediger) an der Marienkirche in Rendsburg inne, ehe er 1877 zum Pastor von Schönkirchen gewählt wurde. Die Verbindung zu seinen ehemaligen Zöglingen bestand auch während seiner Zeit als Pastor weiter. Auguste Viktoria lud ihn wiederholt auf die Kaiserliche Jacht Meteor ein. Ihre Schwester Caroline Mathilde wurde Patin seiner Tochter. Er blieb bis an sein Lebensende im Amt.[29] Sein Porträt hängt im zugemauerten Nordeingang.

Bekannte Pastoren des 20. Jahrhunderts:
- Eckart Ehlers war von 1972 bis 2003 Pastor in Schönkirchen. Er predigte regelmäßig auf Plattdeutsch.

## Friedhof
Rund um die Kirche lag der Kirchfriedhof. Es sind einige alte Grabsteine erhalten, darunter die der Pastoren Mertz und Mühlenhardt.